# Берл, Милтон
Милтон Берл (англ. Milton Berle, при рождении Мендель Берлингер — англ. Mendel Berlinger; 12 июля 1908, Нью-Йорк — 27 марта 2002, Лос-Анджелес, Калифорния, США) — американский актёр-комик, звезда американского телевидения 1950-х годов XX века.

## Биография
Милтон Берл родился в небогатой еврейской семье в Гарлеме, Нью-Йорк, его отец был продавцом красок. При рождении его имя было Мендель Берлингер, в 16-летнем возрасте он, укоротив фамилию, избрал себе сценический псевдоним Милтон Берл. Уже в раннем детском возрасте выиграл детский конкурс талантов и стал сниматься в кинофильмах. В 1914 году снялся в фильме «Опасные похождения Полины», где исполнил роль ребенка, которого выбрасывают из движущегося поезда, а главная героиня ловит его. На съемочных площадках он пересекался даже с такими звёздами как Чарли Чаплин.
Пройдя сценическую школу, Милтон Берл отправился покорять Бродвей. Также сначала на радио, а потом на телевидении, он вёл собственные юмористические передачи. К середине 1950-х годов популярность комиков на телевидении заметно упала, Милтон Берл закрыл шоу и решил отдаться карьере актера. Так, например, в 1960 году он снялся в фильме «Займёмся любовью», где играл совместно с такими звёздами как Ив Монтан и Мэрилин Монро. В 1963 году исполнил одну из ключевых ролей в знаменитом фильме «Это безумный, безумный, безумный, безумный мир». В 1984 году исполнил роль самого себя в фильме Вуди Аллена «Бродвей Дэнни Роуз».
Актер скончался в 93-летнем возрасте в Лос-Анджелесе, по некоторым сведениям он страдал раком толстой кишки.

## Память
В фильме 2024 года «Шоу субботним вечером» роль Берла исполнил актёр Джей Кей Симмонс.

## Избранная фильмография
| Год       |    | Русское название                               | Оригинальное название                    | Роль               |
| --------- | -- | ---------------------------------------------- | ---------------------------------------- | ------------------ |
| 1914      | ф  | Опасные похождения Полины                      | The Perils of Pauline                    | мальчик            |
| 1920      | ф  | Знак Зорро                                     | The Mark of Zorro                        | мальчик            |
| 1941      | ф  | Серенада солнечной долины                      | Sun Valley Serenade                      | Нифти Аллен        |
| 1960      | ф  | Займёмся любовью                               | Let’s Make Love                          | в роли самого себя |
| 1963      | ф  | Это безумный, безумный, безумный, безумный мир | It’s a Mad, Mad, Mad, Mad World          | Джей Расселл Финч  |
| 1966—1968 | с  | Бэтмен                                         | Batman                                   | Луи Сирень         |
| 1976      | ф  | Вон Тон Тон — собака, которая спасла Голливуд  | Won Ton Ton: The Dog Who Saved Hollywood | слепец             |
| 1984      | ф  | Бродвей Дэнни Роуз                             | Broadway Danny Rose                      | в роли самого себя |
| 1991      | ф  | Сумасшедшая история                            | Driving Me Crazy                         | клерк в отеле      |
| 2000      | тф | Две головы лучше, чем ни одной                 | Two Heads Are Better Than None           | дядя Лео           |